# ソシオ流通センター駅
ソシオ流通センター駅（ソシオりゅうつうセンターえき）は、埼玉県熊谷市戸出にある、秩父鉄道秩父本線の駅である。駅番号はCR08。

## 歴史
当駅は、熊谷市並びに近接する行田市、両市の要望による請願駅として設置された新駅であり、秩父本線の持田駅 - 熊谷駅間に設置された。駅舎の建設費用である約1億9,200万円は、熊谷市および行田市で折半する形で合意したが、国庫より3分の1の地域公共交通確保維持改善事業費補助金の交付を受けられたため、両市の負担額が軽減された。国庫補助に伴い、両市に代わって法定協議会である熊谷市地域公共交通会議が新駅建設事業主体となり、交通会議から秩父鉄道に事業委託をする形で建設された。
駅名は、2015年（平成27年）秋に熊谷市および行田市にて公募された。最多応募は当駅の南方に所在する「熊谷流通センター」に由来する『流通センター駅』であったが、既存の他社路線駅（東京都大田区の東京モノレール羽田空港線流通センター駅）との混同を避けるために、熊谷流通センターの愛称「ソシオ熊谷」の“ソシオ”（熊谷市だが、あくまで行田市との共同請願駅であるため、「熊谷」を省いた）を冠して『ソシオ流通センター駅』を正式名称として採用した。

### 年表
- 2017年（平成29年）
  - 3月：駅完成[3]。
  - 3月25日：開業に先駆け、秩父本線のダイヤ改正実施[5]、開業まで当駅には運転停車していた（乗降不可）。
  - 3月31日：竣工式典開催[6]。
  - 4月1日：開業[2]。
- 2022年（令和4年）3月12日：ICカード「PASMO」の利用が可能となる[7]。同時に無人化[7]。

## 駅構造
長さ70メートルの単式ホーム1面1線および駅舎を有している。
無人駅。簡易PASMO改札機、PASMOチャージ機、自動券売機、運行情報を表示するデジタルサイネージが設置されている。

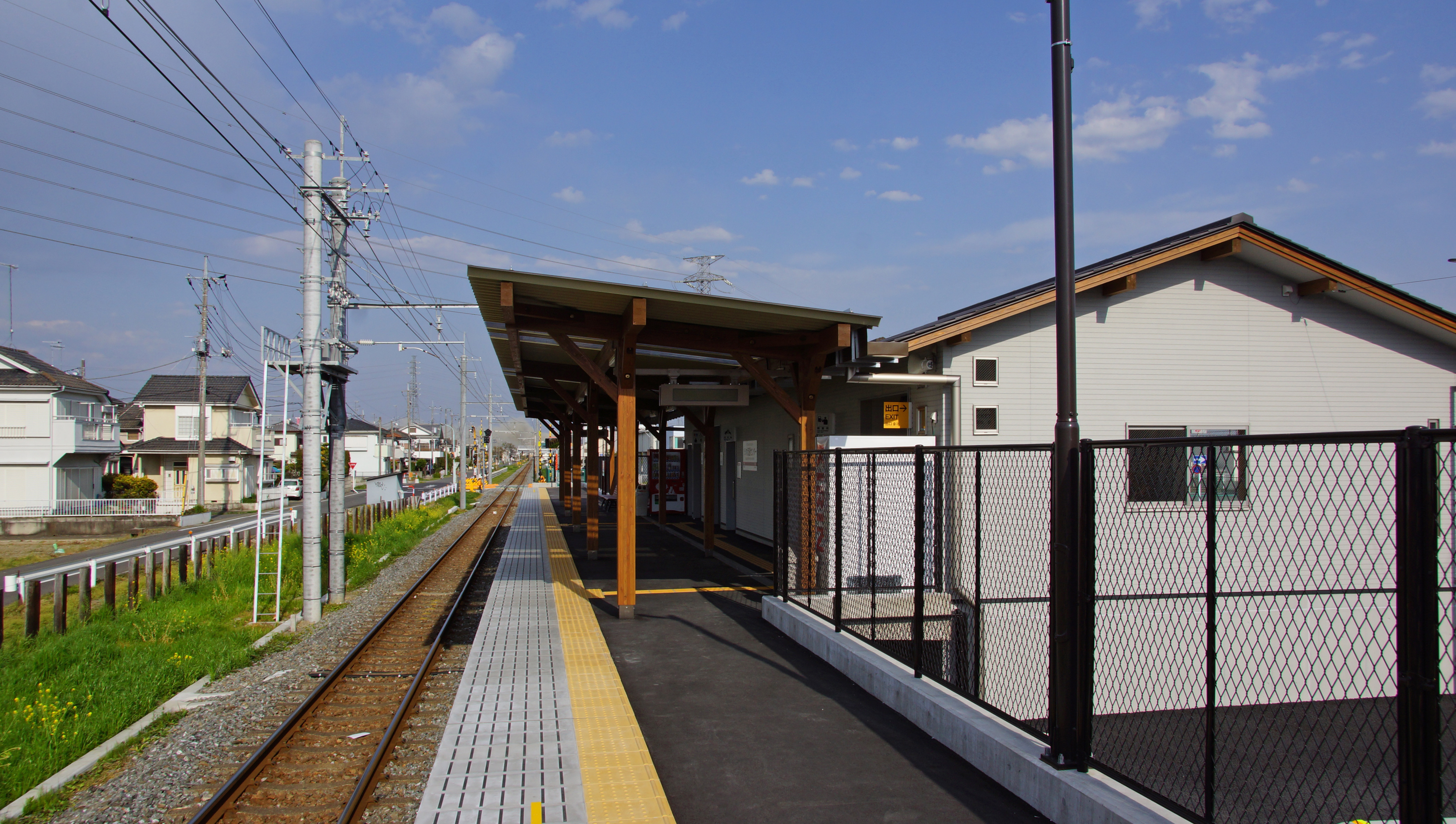
ホーム
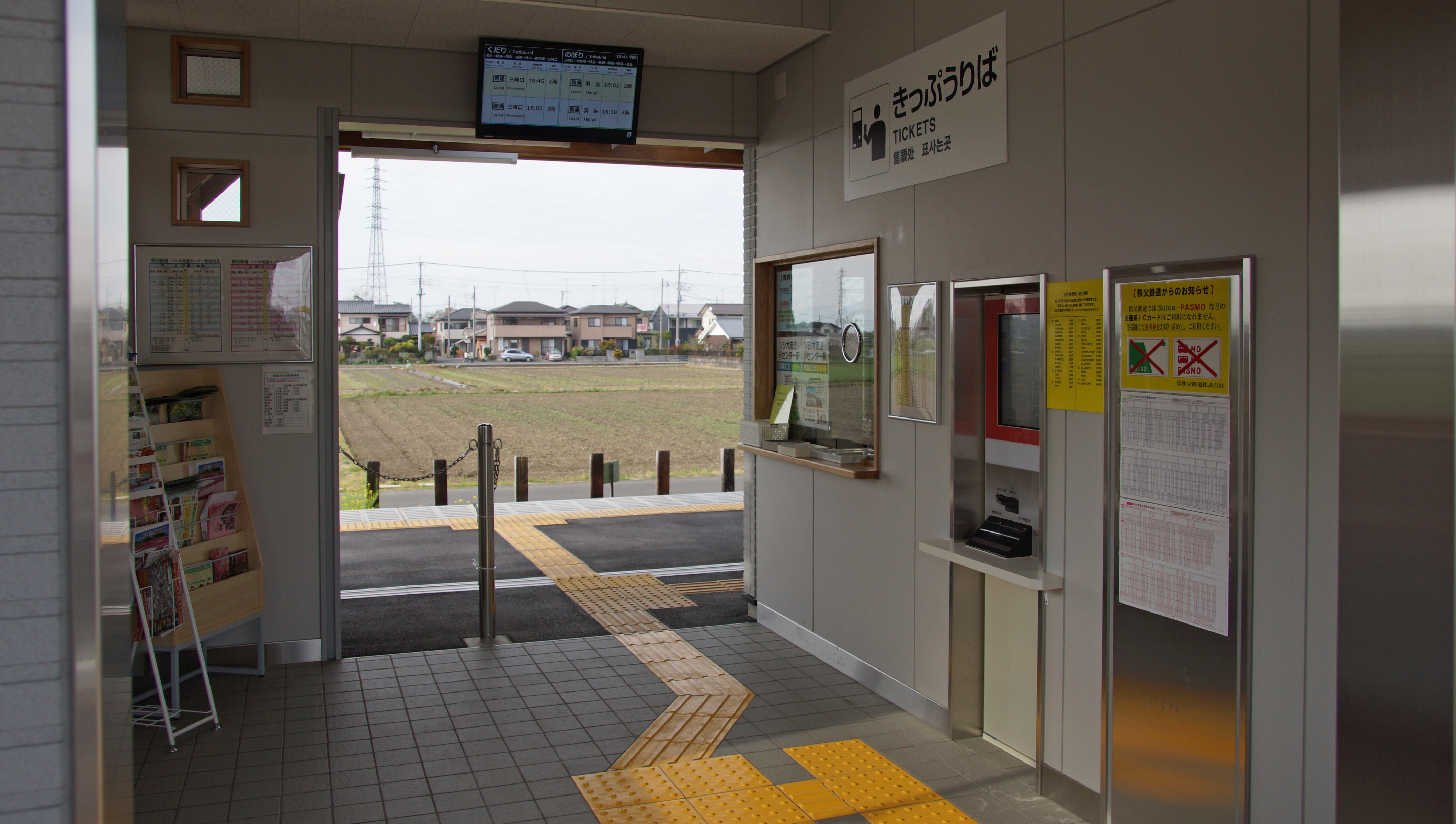
駅舎内

## 利用状況
年度ごとの1日平均乗車人員は以下の通り。
| 年度               | 乗車人員 （1日平均） |
| ------------------ | -------------------- |
| 2017年（平成29年） | 339                  |
| 2018年（平成30年） | 340                  |
| 2019年（令和元年） | 307                  |
| 2020年（令和2年）  | 234                  |

## 駅周辺
駅所在地は熊谷市戸出で線路北側の田園地帯が相当するが、そちら側に出入口は設けられておらず、出入口を含む駅関連施設の多くは、線路挟んで反対側の熊谷市佐谷田地内に設けられている。この為、計画発表当初は「佐谷田地内の新駅」としていたが、最終的に戸出が正式な所在地とされた。
また、行田市との市境部に近接しており、東側にある線路沿いの駐輪場（行田市営）及び既存の住宅地・工場（一部除く）は既に行田市持田となる（ホームから正面線路反対側に見える風景は、田園地帯が全て戸出、住宅地は全て持田）。駅舎・ロータリーから出口方面（南方向）へ進むと直ぐに両市街地を結ぶ埼玉県道128号熊谷羽生線（旧国道125号）と交差し、直進方向左手が熊谷青果市場であり、更に進むと熊谷流通センターの敷地内（熊谷市問屋町）に入る。
- 熊谷青果市場
- 熊谷流通センター
- クレーマージャパン本社
- 丸大食品 熊谷営業所
- 協同バス 熊谷営業所
- 行田自動車教習所
- 持田インターチェンジ
- タイトー熊谷ビル
- 熊谷市立佐谷田小学校
- 梅林堂 本社工場

## バス路線
両市のコミュニティバスの内、元々近隣を走っていた路線がいずれも開業と同時にロータリーに乗り入れを開始した。のりばは、いずれも駅舎出て正面左手にある。
- 熊谷市ゆうゆうバス：ムサシトミヨ号（協同バス）
  - 上之荘行き
  - 熊谷駅南口行き
- 行田市内循環バス：西循環コース（朝日自動車加須営業所）[11]
  - 行田市バスターミナル行き ※ 左回り／右回り

当駅の開設が決定する前の2015年1月までは朝日自動車加須営業所の熊谷駅 - 行田地区の系統が当時の国道125号（一部熊谷流通センター経由）を走っていたが廃止されており、その代替で当駅が開設されるまでゆうゆうバスが暫定的に従来のルートから大幅に迂回して1日1本のみ乗り入れ、当駅開設に合わせて正式に乗り入れた。
その他、行田市のデマンドタクシー（こちらも2017年4月1日開始）における行田市外唯一の指定乗降場所に市内循環バス停留所のひとつとして指定されている。

## 隣の駅
秩父鉄道
■秩父本線
■急行「秩父路」（土休日のみ運転）
通過
□各駅停車
持田駅 (CR07) - ソシオ流通センター駅 (CR08) - 熊谷駅 (CR09)